# ماكس كراوز
ماكس كراوز (بالإنجليزية: Max Krause)‏ هو لاعب كرة قدم أمريكية أمريكي، ولد في 5 أبريل 1909 في سبوكين في الولايات المتحدة، وتوفي بنفس المكان في 11 يوليو 1984.

## وصلات خارجية
- ماكس كراوز على موقع مرجع كرة القدم المحترفة.كوم (الإنجليزية)